# Diplazium incomptum
Diplazium incomptum är en majbräkenväxtart som beskrevs av Motozi Tagawa.
Diplazium incomptum ingår i släktet Diplazium och familjen Athyriaceae. Inga underarter finns listade i Catalogue of Life.